# Volley-ball (indoor) aux Jeux olympiques d'été de 2016
Navigation
Londres 2012 Tokyo 2020
Les compétitions de volley-ball indoor aux Jeux olympiques d'été de 2016 se déroulent à Rio de Janeiro.
Il s'agit de la 14e apparition du sport aux Jeux olympiques. Douze équipes masculines et douze féminines se disputeront la médaille d'or.

## Format de la compétition
Deux tournois sont organisés, une compétition masculine et une compétition féminine.
Les 12 équipes sont séparées en deux groupes de six, lesquelles disputent un round robin entre elles. Les quatre premiers de chaque groupe sont qualifiés pour la phase finale, les deux derniers sont éliminés. La phase finale consiste en quarts de finale croisés entre les groupes, demi-finales, finale pour la médaille de bronze et finale.

## Épreuve masculine

### Qualifications
Modèle:Qualifications pour le tournoi masculin de volley-ball (indoor) aux Jeux olympiques d'été de 2016

### Compétition
|  | Quarts de finale            | Quarts de finale            |                             |                             | Demi-finales                | Demi-finales                |   |  | Finale                      | Finale                      |
|  | Quarts de finale            | Quarts de finale            |                             |                             | Demi-finales                | Demi-finales                |   |  | Finale                      | Finale                      |
|  |                             |                             |                             |                             |                             |                             |   |  |                             |                             |
|  | 17 août à 18h00 (UTC−03:00) | 17 août à 18h00 (UTC−03:00) |                             |                             | 19 août à 13h00 (UTC−03:00) | 19 août à 13h00 (UTC−03:00) |   |  | 21 août à 13h15 (UTC−03:00) | 21 août à 13h15 (UTC−03:00) |
|  | 17 août à 18h00 (UTC−03:00) | 17 août à 18h00 (UTC−03:00) |                             |                             | 19 août à 13h00 (UTC−03:00) | 19 août à 13h00 (UTC−03:00) |   |  | 21 août à 13h15 (UTC−03:00) | 21 août à 13h15 (UTC−03:00) |
|  | [A1] Italie                 | 3                           |                             |                             | 19 août à 13h00 (UTC−03:00) | 19 août à 13h00 (UTC−03:00) |   |  | 21 août à 13h15 (UTC−03:00) | 21 août à 13h15 (UTC−03:00) |
|  | [A1] Italie                 | 3                           |                             |                             | 19 août à 13h00 (UTC−03:00) | 19 août à 13h00 (UTC−03:00) |   |  | 21 août à 13h15 (UTC−03:00) | 21 août à 13h15 (UTC−03:00) |
|  | [B4] Iran                   | 0                           |                             |                             | 19 août à 13h00 (UTC−03:00) | 19 août à 13h00 (UTC−03:00) |   |  | 21 août à 13h15 (UTC−03:00) | 21 août à 13h15 (UTC−03:00) |
|  | [B4] Iran                   | 0                           | Italie                      | 3                           |                             |                             |   |  | 21 août à 13h15 (UTC−03:00) | 21 août à 13h15 (UTC−03:00) |
|  | 17 août à 14h00 (UTC−03:00) |                             | Italie                      | 3                           |                             |                             |   |  | 21 août à 13h15 (UTC−03:00) | 21 août à 13h15 (UTC−03:00) |
|  |                             | États-Unis                  | 2                           |                             |                             |                             |   |  | 21 août à 13h15 (UTC−03:00) | 21 août à 13h15 (UTC−03:00) |
|  | [A3] États-Unis             | États-Unis                  | 2                           | 3                           |                             |                             |   |  | 21 août à 13h15 (UTC−03:00) | 21 août à 13h15 (UTC−03:00) |
|  | [A3] États-Unis             |                             |                             | 3                           |                             |                             |   |  | 21 août à 13h15 (UTC−03:00) | 21 août à 13h15 (UTC−03:00) |
|  | [B2] Pologne                | 0                           |                             |                             |                             |                             |   |  | 21 août à 13h15 (UTC−03:00) | 21 août à 13h15 (UTC−03:00) |
|  | [B2] Pologne                | 0                           | Italie                      | 0                           |                             |                             |   |  |                             |                             |
|  | 17 août à 10h00 (UTC−03:00) |                             | Italie                      | 0                           |                             |                             |   |  |                             |                             |
|  |                             | Brésil                      | 3                           |                             |                             |                             |   |  |                             |                             |
|  | [A2] Canada                 | Brésil                      | 3                           | 0                           |                             |                             |   |  |                             |                             |
|  | [A2] Canada                 | 19 août à 22h15 (UTC−03:00) |                             | 0                           |                             |                             |   |  |                             |                             |
|  | [B3] Russie                 | 3                           |                             |                             |                             |                             |   |  |                             |                             |
|  | [B3] Russie                 | 3                           | Russie                      | 0                           |                             |                             |   |  |                             |                             |
|  | 17 août à 22h15 (UTC−03:00) | 17 août à 22h15 (UTC−03:00) | Russie                      | 0                           | Match pour la 3e place      | Match pour la 3e place      |   |  |                             |                             |
|  | 17 août à 22h15 (UTC−03:00) | 17 août à 22h15 (UTC−03:00) |                             | Brésil                      | Match pour la 3e place      | Match pour la 3e place      | 3 |  |                             |                             |
|  | [A4] Brésil                 | 3                           | 21 août à 09h30 (UTC−03:00) | 21 août à 09h30 (UTC−03:00) |                             |                             | 3 |  |                             |                             |
|  | [A4] Brésil                 | 3                           | 21 août à 09h30 (UTC−03:00) | 21 août à 09h30 (UTC−03:00) |                             |                             |   |  |                             |                             |
|  | [B1] Argentine              | 1                           |                             | États-Unis                  | 3                           |                             |   |  |                             |                             |
|  | [B1] Argentine              | 1                           |                             | États-Unis                  | 3                           |                             |   |  |                             |                             |
|  |                             |                             |                             |                             |                             |                             |   |  | Russie                      | 2                           |
|  |                             |                             |                             |                             |                             |                             |   |  | Russie                      | 2                           |

## Épreuve féminine

### Qualifications
Modèle:Qualifications pour le tournoi féminin de volley-ball (indoor) aux Jeux olympiques d'été de 2016

### Compétition
|  | Quarts de finale            | Quarts de finale            |                             |                             | Demi-finales                | Demi-finales                |   |  | Finale                      | Finale                      |
|  | Quarts de finale            | Quarts de finale            |                             |                             | Demi-finales                | Demi-finales                |   |  | Finale                      | Finale                      |
|  |                             |                             |                             |                             |                             |                             |   |  |                             |                             |
|  | 16 août à 22h15 (UTC−03:00) | 16 août à 22h15 (UTC−03:00) |                             |                             | 18 août à 22h15 (UTC−03:00) | 18 août à 22h15 (UTC−03:00) |   |  | 20 août à 22h15 (UTC−03:00) | 20 août à 22h15 (UTC−03:00) |
|  | 16 août à 22h15 (UTC−03:00) | 16 août à 22h15 (UTC−03:00) |                             |                             | 18 août à 22h15 (UTC−03:00) | 18 août à 22h15 (UTC−03:00) |   |  | 20 août à 22h15 (UTC−03:00) | 20 août à 22h15 (UTC−03:00) |
|  | [A1] Brésil                 | 2                           |                             |                             | 18 août à 22h15 (UTC−03:00) | 18 août à 22h15 (UTC−03:00) |   |  | 20 août à 22h15 (UTC−03:00) | 20 août à 22h15 (UTC−03:00) |
|  | [A1] Brésil                 | 2                           |                             |                             | 18 août à 22h15 (UTC−03:00) | 18 août à 22h15 (UTC−03:00) |   |  | 20 août à 22h15 (UTC−03:00) | 20 août à 22h15 (UTC−03:00) |
|  | [B4] Chine                  | 3                           |                             |                             | 18 août à 22h15 (UTC−03:00) | 18 août à 22h15 (UTC−03:00) |   |  | 20 août à 22h15 (UTC−03:00) | 20 août à 22h15 (UTC−03:00) |
|  | [B4] Chine                  | 3                           | Chine                       | 3                           |                             |                             |   |  | 20 août à 22h15 (UTC−03:00) | 20 août à 22h15 (UTC−03:00) |
|  | 16 août à 10h00 (UTC−03:00) |                             | Chine                       | 3                           |                             |                             |   |  | 20 août à 22h15 (UTC−03:00) | 20 août à 22h15 (UTC−03:00) |
|  |                             | Pays-Bas                    | 1                           |                             |                             |                             |   |  | 20 août à 22h15 (UTC−03:00) | 20 août à 22h15 (UTC−03:00) |
|  | [A3] Corée du Sud           | Pays-Bas                    | 1                           | 1                           |                             |                             |   |  | 20 août à 22h15 (UTC−03:00) | 20 août à 22h15 (UTC−03:00) |
|  | [A3] Corée du Sud           |                             |                             | 1                           |                             |                             |   |  | 20 août à 22h15 (UTC−03:00) | 20 août à 22h15 (UTC−03:00) |
|  | [B2] Pays-Bas               | 3                           |                             |                             |                             |                             |   |  | 20 août à 22h15 (UTC−03:00) | 20 août à 22h15 (UTC−03:00) |
|  | [B2] Pays-Bas               | 3                           | Chine                       | 3                           |                             |                             |   |  |                             |                             |
|  | 16 août à 18h10 (UTC−03:00) |                             | Chine                       | 3                           |                             |                             |   |  |                             |                             |
|  |                             | Serbie                      | 1                           |                             |                             |                             |   |  |                             |                             |
|  | [A2] Russie                 | Serbie                      | 1                           | 0                           |                             |                             |   |  |                             |                             |
|  | [A2] Russie                 | 18 août à 13h00 (UTC−03:00) |                             | 0                           |                             |                             |   |  |                             |                             |
|  | [B3] Serbie                 | 3                           |                             |                             |                             |                             |   |  |                             |                             |
|  | [B3] Serbie                 | 3                           | Serbie                      | 3                           |                             |                             |   |  |                             |                             |
|  | 16 août à 14h00 (UTC−03:00) | 16 août à 14h00 (UTC−03:00) | Serbie                      | 3                           | Match pour la 3e place      | Match pour la 3e place      |   |  |                             |                             |
|  | 16 août à 14h00 (UTC−03:00) | 16 août à 14h00 (UTC−03:00) |                             | États-Unis                  | Match pour la 3e place      | Match pour la 3e place      | 2 |  |                             |                             |
|  | [A4] Japon                  | 0                           | 20 août à 13h00 (UTC−03:00) | 20 août à 13h00 (UTC−03:00) |                             |                             | 2 |  |                             |                             |
|  | [A4] Japon                  | 0                           | 20 août à 13h00 (UTC−03:00) | 20 août à 13h00 (UTC−03:00) |                             |                             |   |  |                             |                             |
|  | [B1] États-Unis             | 3                           |                             | Pays-Bas                    | 1                           |                             |   |  |                             |                             |
|  | [B1] États-Unis             | 3                           |                             | Pays-Bas                    | 1                           |                             |   |  |                             |                             |
|  |                             |                             |                             |                             |                             |                             |   |  | États-Unis                  | 3                           |
|  |                             |                             |                             |                             |                             |                             |   |  | États-Unis                  | 3                           |

## Podiums
| Épreuves                 | Or     | Argent | Bronze     |
| ------------------------ | ------ | ------ | ---------- |
| Tournoi masculin détails | Brésil | Italie | États-Unis |
| Tournoi féminin détails  | Chine  | Serbie | États-Unis |

## Tableau des médailles
| Rang  | Nation     | Or | Argent | Bronze | Total |
| ----- | ---------- | -- | ------ | ------ | ----- |
| 1     | Brésil     | 1  | 0      | 0      | 1     |
| 1     | Chine      | 1  | 0      | 0      | 1     |
| 3     | Italie     | 0  | 1      | 0      | 1     |
| 3     | Serbie     | 0  | 1      | 0      | 1     |
| 5     | États-Unis | 0  | 0      | 2      | 2     |
| Total | Total      | 2  | 2      | 2      | 6     |